# Manuel Cappai
Manuel Cappai est un boxeur italien, né le 9 octobre 1992.

## Carrière
Sa carrière amateur est principalement marquée par une médaille de bronze remportée aux Jeux européens de 2019 dans la catégorie poids mouches.

## Palmarès

### Championnats d'Europe
- Médaille de bronze en -54 kg en 2022 à Erevan, Arménie

### Jeux européens
- Médaille de bronze en -52 kg en 2019 à Minsk, Biélorussie

### Jeux méditerranéens
- Médaille de bronze en -52 kg en 2018 à Tarragone, Espagne
- Médaille de bronze en -49 kg en 2013 à Mersin, Turquie